# Pontiac Standard
Pontiac Standard (также Standard Six) / Master (Master Six) — среднеразмерные автомобили, выпускавшиеся Pontiac с 1935 по 1936 года. Они стали преемниками модели Economy Eight, которая была на 2 класса выше, в своём классе они были преемниками моделей серии Big Six.
В первом году выпуска модель называлась просто Standard, она была представлена 29 декабря 1934 года и носила серийный номер 701B. Типы кузовов, как и платформа, остались от предшественника — 2- и 4-дверный седан и 2-дверное купе. У седанов сзади мог крепиться чемодан-багажник, модели без него назывались Touring-Sedan. Цена варьировалась от 615 до 745 долларов США.
Рядный шестицилиндровый двигатель, базированный на двигателе предшественника, был усовершенствован: его объём был увеличен до 3,4 литров. Его мощность составляла 80 л. с., передавалась она через однодисковое сухое сцепление на частично-синхронизированную трёхступенчатую коробку передач, карданный вал располагался позади задней оси. Решётка радиатора теперь обрела форму водопада — полосы решётки шли от середины капота и "стекали" до передних бамперов. Этот дизайн получил название Silver Streak. Автомобиль имел гидравлические тормоза на все 4 спицевых колеса. В отличие от модели Deluxe, выпускавшейся в то же время и основанной на той же платформе, Standard имел фиксированный передний мост.
В следующем году, автомобиль получил имя Master и имел серийный номер 6BB. Решётка радиатора стала уже (но не поменяла дизайн), а мощность мотора выросла на 1 л. с. Фары, ранее расположенные в передних крыльях, переместились к капоту и крепились на нём. Первая ступень коробки передач стала синхронизированной. Помимо предыдущих кузовов, появился 2-дверный кабриолет. Его цена составляла 760 долларов, цены за автомобили с другими кузовами не изменились.
В 1936 году компания снова отказалась от выпуска среднеразмерных автомобилей, теперь в линейке автомобилей компании были только автомобили классом выше. До 1939 года выпускалась одна модель — Deluxe, затем появилась среднеразмерный седан Quality 115. За 2 года было выпущено 142 770 экземпляров, из них 49 302 — в 1935, и 93 475 — в 1936 году.